# Onthophagus hamaticeps
Onthophagus hamaticeps är en skalbaggsart som beskrevs av Gilbert John Arrow 1931. Onthophagus hamaticeps ingår i släktet Onthophagus och familjen bladhorningar. Inga underarter finns listade i Catalogue of Life.